# Dietrich Schnepf

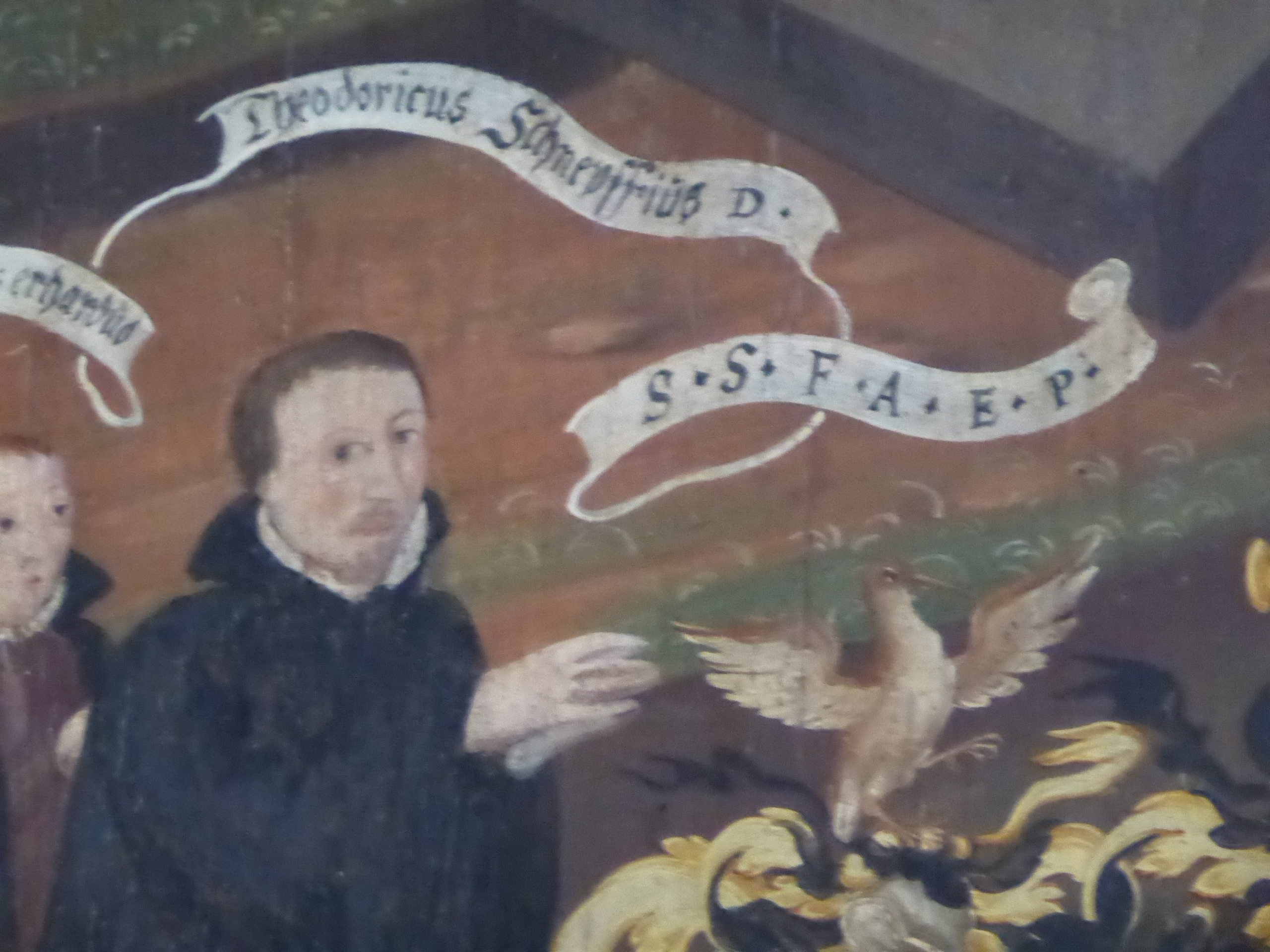
Dietrich Schnepf, Detail des Epitaphs in der Stiftskirche Tübingen

Dietrich oder Theodor Schnepf, auch Snepffius u. ä. (* 1. November 1525 in Wimpfen; † 9. November 1586 in Tübingen) war ein deutscher lutherischer Theologe und Kritiker der Hexenverfolgung.

## Leben
Dietrich Schnepf war ein Sohn des Theologen Erhard Schnepf (1495–1558) und seiner Frau Margaretha Wurzelmann (1502–1569). Sein Taufpate und Vornamensgeber war Dietrich von Gemmingen († 1526), der als Burgherr zu Burg Guttenberg früh der Reformation zugeneigt war und Schnepfs Vater 1522 zu sich geholt hatte.
Schnepf besuchte die Lateinschulen in Marburg und Stuttgart und immatrikulierte sich 1539 an der Universität Tübingen. 1541 wurde er Baccalaureus und im Februar 1544 zusammen mit Jakob Dachtler d. J. (1525–1598), Georg Liebler (1524–1600) und David Chyträus (1530–1600) zum Magister promoviert. Anschließend war er Ephorus und Lehrer für Griechisch am fürstlichen Stipendium in Tübingen. 1550 lernte er zusammen mit Jacob Heerbrand (1521–1600), Jakob Andreae (1528–1590) und Jakob Dachtler privatim Hebräisch bei Erasmus Oswald Schreckenfuchs (1511–1579).
1553 wurde Schnepf Pfarrer in Derendingen. 1554 wurde er in Tübingen mit seiner Disputation über die Erbsündenlehre zum Doktor der Theologie promoviert. Ab 1555 war Schnepf Spezialsuperintendent (Prälat) und Stadtpfarrer in Nürtingen. 1557 wurde er als Nachfolger von Martin Frecht (1494–1556) Professor der Theologie in Tübingen. Im selben Jahr nahm er am Wormser Religionsgespräch und 1561 am Kolloquium in Erfurt teil.

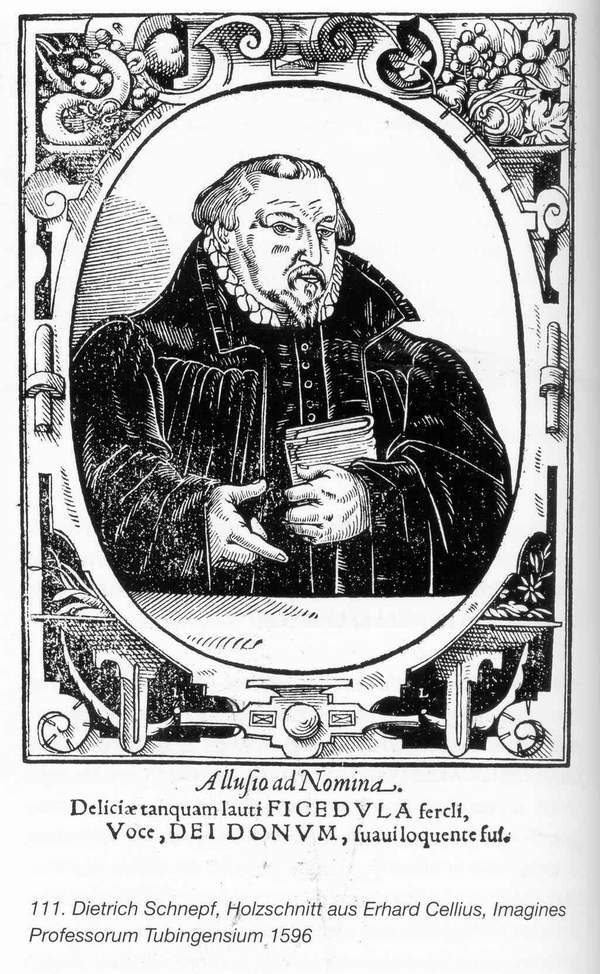
Dietrich (Theodoricus) Schnepf. Posthumes Porträt aus Erhard Cellius: Imagines Professorum Tubingesium, 1596 Tübinger Professorengalerie

1561/62 wurde Schnepf zusätzlich zu seinem Universitätsamt Superintendent und Stadtpfarrer an der Stiftskirche in Tübingen. Schnepf war sechsmal Rektor der Universität (1561/62, 1565/66, 1569/70, 1574/75, 1581, 1583/84, 1584 Prorektor eines Adelsrektors). Im April 1564 war er am Maulbronner Religionsgespräch beteiligt. Im Mai desselben Jahres wurde er nach Marburg gerufen, um drei Doktorpromotionen – Johannes Lonicer († 1569), Heinrich Viëtor († 1576) und Wigand Orth (1537–1566) – zu vollziehen, da es an der Marburger Universität nach dem Tod von Andreas Hyperius keinen Inhaber des theologischen Doktorgrades mehr gab.
1568 hielt Schnepf die Grabrede für Herzog Eberhard (1545–1568), 1569 für Herzog Christoph von Württemberg (1515–1568) und 1583 für Dorothea Ursula von Baden-Durlach (1559–1583), die Frau Herzog Ludwigs von Württemberg (1554–1593).
1569 wurde Schnepf zusammen mit dem Professor für Rechtswissenschaft Dr. Kilian Vogler (1516–1585) als Abgesandter der Universität zur Bestätigung von deren Privilegien zum neuen Herzog Ludwig dem Frommen (1554–1593, reg. 1568) gesandt.
Um 1570 wandte sich Schnepf in Tübingen in Predigten gegen den Hexenglauben seiner Zeit. Abschnitte aus diesen Predigten verlas 1589/90 sein Schüler Wilhelm Friedrich Lutz (1541–1597) in Nördlingen zur Untermauerung seiner eigenen Kritik an der Hexenverfolgung.
Während der Pestepidemie von 1571/72, als in Tübingen etwa 950 Menschen starben und die Universität nach Esslingen verlegt wurde, blieb Schnepf in Tübingen, um seine Gemeinde zu versorgen.
In seiner akademischen Tätigkeit stellte Dietrich Schnepf für zahlreiche Studenten der Theologie Disputionsthesen auf, so 1562 für Nikolaus Wieland d. Ä. genannt Volmer (1539–1617), 1568 für Jacob Varnbüler (1543–1606), 1569 für Israel Wieland (1542–1631) und Friedrich Schebel, 1571 für Johann Baptist Hebenstreit († 1638), Nikolaus Schweicker († 1607) und Johannes Liebler (um 1548–1607), 1574 für Aegidius Hunnius d. Ä. (1550–1603), 1576 für Polykarp Leyser d. Ä. (1552–1610), 1577 für Johannes Vesembeck (1548–1612), 1579 für Martin Bach, 1580 für Jakob Rulich d. J. (1559–1612), Wilhelm Eckstein und Jakob Hettler, 1581 für Georg Wild († 1635), 1582 für Kaspar Lutz (1555–1609), Joseph Koellin († um 1602) und Johann Scholtz (Scultetus) d. J., 1583 für Johannes (Hans) Soldan († 1632), 1584 für Andreas Pouchenius d. J. (1553–1613), 1585 für Paul Weiß (1543–1612) oder 1586 für Martin Curbin († 1594), Christoph Firx (Firks) († 1649) und seinen Sohn Johann Dietrich Schnepf (1564–1617).
Die Leichenpredigt auf Dietrich Schnepf hielt Jakob Andreae. Auch die dreistündige akademische Grabrede („Oratio funebris“) des Professors für Poesie und Geschichte Erhard Cellius (1546–1606) ist erhalten. Das Epitaph für Schnepf und seine Frau Barbara befindet sich in der Tübinger Stiftskirche.
Zu seinen bekannten Nachkommen im 18./19. Jahrhundert zählen der Philosoph Georg Wilhelm Friedrich Hegel und der Tübinger Theologe und Historiker Carl Friedrich Haug.

## Familie

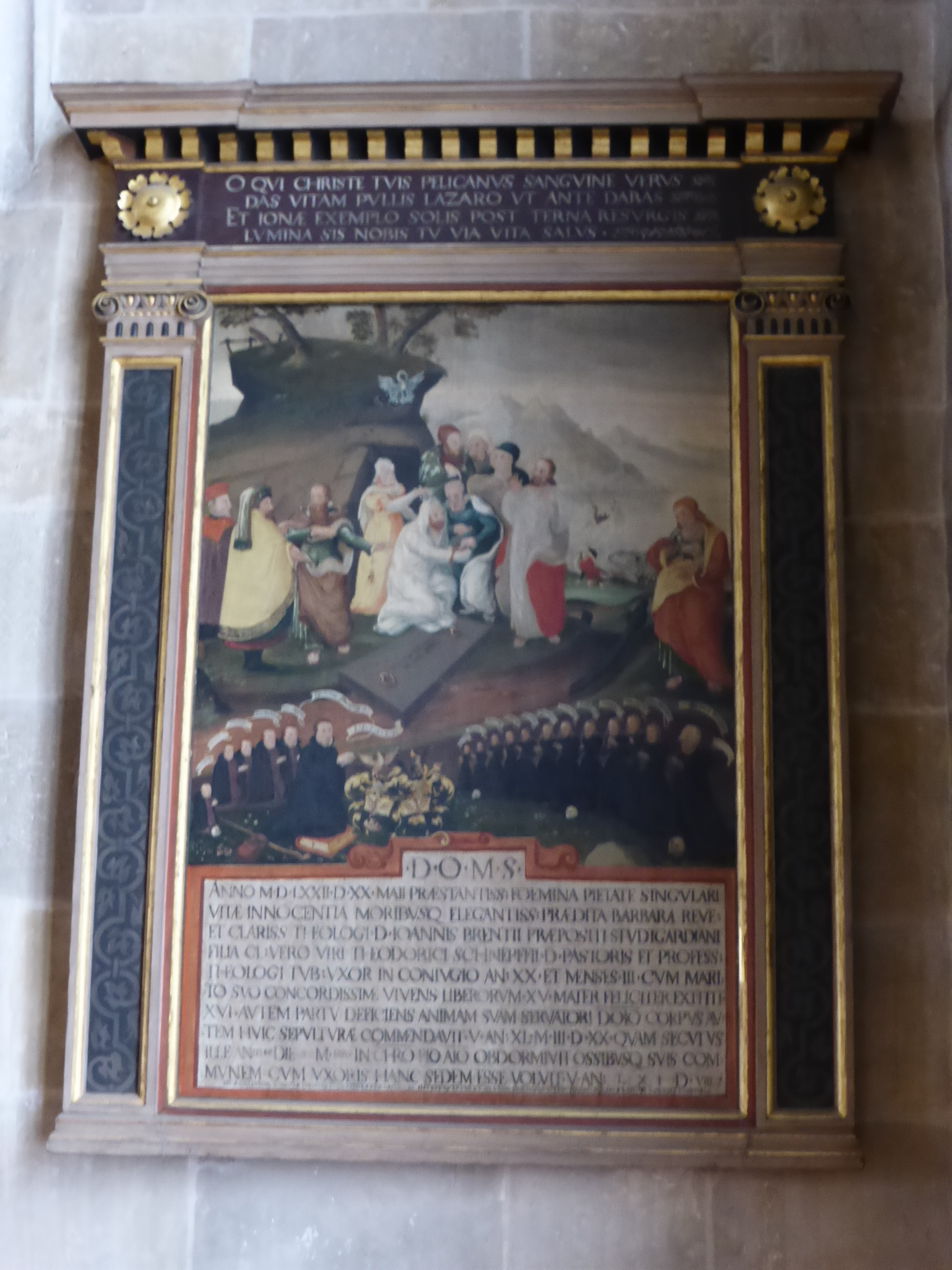
Epitaph der Familie Schnepf, Stiftskirche Tübingen

Dietrich Schnepf war seit 1552 mit Barbara Brenz (1532–1572), einer Tochter des württembergischen Reformators Johannes Brenz (1499–1570) und dessen erster Ehefrau Margarethe Gräter (1501–1548), verheiratet. 1573 heiratete Schnepf in zweiter Ehe Juliana (Julia) Engelhardt (1533–1589), eine Tochter des Reichskammergerichts-Advokaten Simon Engelhard und der Witwe des Hofgerichtsadvokaten Abraham Spengler.
Aus der Ehe von Dietrich Schnepf mit Barbara Brenz gingen 15 Kinder hervor
1. Anna Maria Schnepf (* 1553)
2. Margarethe Schnepf (* 1554) ⚭ 1574 mit Magister Christoph Heerbrand (* um 1549; † 1609), Sohn des Jacob Heerbrand (1521–1600) und der Margarete Stammler († 1597), Diakon in Nürtingen, 1576 Pfarrer in Weilheim
3. Sabine Schnepf (1556–1590) ⚭ 1586 mit Vitus Etzel, Sohn des Vitus Etzel aus Markgröningen, 1588 Stadtschreiber von Wildberg und Vogt in Calw
4. Sophia Schnepf (1557–1618) ⚭ 1580 mit Conrad Hiller (1553–1628), Sohn des Kammer-Prokurator Martin Hiller (1522–1579) und der Maria Feßler, Geistlicher Stiftsverwalter in Herrenberg, das Epitaph der Familie befindet sich in der Stiftskirche Herrenberg
5. Katharina Schnepf (* 1559, † vor 1563)
6. Christiana Schnepf (1560–1625) ⚭ mit Abraham Hölzel von Sternstein (* um 1580; † 1651)
7. Blandina Schnepf (* 1562) ⚭ vor 1586 mit Johann Sigler, Sekretär des Grafen von Hanau[7]
8. Katharina Schnepf (* 1563, † zwischen 1572 und 1586 (oder 1638?))
9. Johann Dietrich Schnepf (1564–1617), 1579 immatrikuliert in Tübingen, 14. Februar 1584 Magister in Tübingen, 1590 bis 1591 Diakon in Urach, 1591 bis 1592 Oberdiakon in Tübingen, 1592 bis 1617 Pfarrer in Derendingen ⚭ 1590 mit Kunigunde Graseck (* 1572, † nach 1617), Tochter des Florens Graseck d. Ä. (1521–1594), Fürstlicher Sekretär in Stuttgart; Epitaph in der St. Galluskirche Derendingen
10. Erhard Schnepf (1566–1633), 9. Februar 1586 Magister in Tübingen ⚭ 1600[8] mit Barbara Schmidlapp (1582–1633), Tochter von Markus Schmidlapp (1546–1598) und Barbara Haug († 1617), 1599 Diakon in Göppingen, 1604 Pfarrer in Liebenzell, 1607 Superintendent in Wildbad, 1612–1633 Superintendent in Güglingen
11. Barbara Schnepf (* 1567) und Zwilling
12. Regina Schnepf (* 1567); eine der Zwillinge † vor 1572
13. Paulus Sacharius Schnepf (1569–1634), 1583 immatrikuliert in Tübingen, 14. Februar 1588 Magister in Tübingen[9], 1593/94 als „Paulus Schnepff Tubingensis“ Schüler des Juristen Leopold Hackelmann (1558/63–1619/20) in Jena, beteiligt an naturrechtlichen[10] und zivilrechtlichen Disputationen (Pandektenexegese), danach Präzeptor eines Sohnes der Maria Magdalena von Greissen[11], geb. von Eitzing, in Böhmen und Präzeptor des Prinzen Julius Friedrich von Württemberg (1588–1635), württembergischer Oberrat, 1607 Disputation über den Darlehensvertrag (Mutuum) unter dem Vorsitz von   Johann Halbritter (1560–1627) in Tübingen[12]
14. Susanna Schnepf (1570–1621) ⚭ 1604 mit dem Professor für Politik, Geschichte und Beredsamkeit am Tübinger Collegium Illustre Dr. Thomas Lansius (1577–1657)
15. Konstantin Schnepf (* 1572; † 1572)

Eberhard Bidembach (1528–1597) ⚭ mit Sophia Brenz (* um 1536–1597), war ein Schwager von Dietrich Schnepf.

## Werke (in Auswahl)
- Refutatio quartae partis Sotici scripti, Cui Autor Titulum Fecit, De Errore Aut Ignorantia Circa Fidem Excusante Vel Accusante. In:  Herzog Christoph von Württemberg / Jakob Beurlin / Johannes Brenz / Jakob Heerbrand u. a.: Confessio, Teil II, Frankfurt/Main: Peter Braubach 1561, S. 671–737 (Google-Books).
- Oratio cum funus duceretur illustrißimo Principi & Domino D. Eberharto Duci Wirtenbergensi & Teccensi, Comiti Montis Peligardi, &c., Tubingae Anno MDLXVIII die VIII. Maij in frequenti totius Academiae conventu habita a Theodorico Schnepffio, Tübingen 1568 (digitale-sammlungen.de), (Google-Books).
- Oratio de vita et morte illustrissimi principis et domini, domini Christophori ducis Wirtenbergici & Teccii, comitis Mompeligardi, &c. summi herois & patris patriae, inclytae memoriae qui anno LXVIII. in die Innocentium Stutgardiae pie defunctus, anno vero LXIX, quarto nonas Ianuarii Tubingae sepultus est, Tübingen: Ulrich Morhart Erben 1570 (digitale-sammlungen.de).
- In Esaiae Prophetae vaticinia scholae, Tübingen: Georg Gruppenbach 1575 (digitale-sammlungen.de).
- Oratio De Vita Et Morte Illvstrissimae Principis Ac Dominae, D. Dorotheae Vrsvlae ... D. Caroli, Marchionis Badensis et Hochburgensis ... filiae ... D. Lvdovici Dvcis VVirtenbergici, et Teccij ... coniugis dilectiss., Quae Anno. 83 ... obdormiuit, Habita ... A Theodorico Snepffio, Tübingen: Alexander Hock 1583 (Google-Books).
- D. Iacobus Beurlinus Redivivus & Immortalis. Hoc est, Oratio funebris De pia vita, & lugubri obitu ... Theologi, Dn. D. Iacobi Bevrlini Dornstettensis ..., Tübingen: Dietrich Werlin d. Ä. 1613 (posthum) (wlb-stuttgart.de).